# Dẫn đường tên lửa
Tên lửa có điều khiển hay hỏa tiễn hướng dẫn là một loại tên lửa được trang bị hệ thống điều khiển để thay đổi các tham số động trên quỹ đạo bay nhằm ổn định và dẫn tên lửa tới mục tiêu. Quá trình điều khiển có thể diễn ra trên toàn bộ quỹ đạo hoặc một phần quỹ đạo. Hiện nay phần lớn tên lửa thuộc loại tên lửa có điều khiển.
Hệ thống điều khiển bao gồm bộ cảm biến, thiết bị tính toán, cơ cấu chấp hành.

## Lịch sử
Khái niệm dẫn đường không người lái bắt nguồn sớm nhất là từ Chiến tranh thế giới thứ nhất, với ý tưởng dẫn đường từ xa cho một quả bom bay vào mục tiêu.
Trong Chiến tranh thế giới thứ hai, tên lửa có điều khiển lần đầu tiên được phát triển, như một phần chương trình V-weapons (Vũ khí V) của Đức. Dự án Pigeon cũng là nỗ lực của nhà hành vi học người Mỹ B.F. Skinner nhằm phát triển một quả bom dẫn đường bằng chim bồ câu.
Mẫu tên lửa đạn đạo đầu tiên của Hoa Kỳ có hệ thống dẫn đường quán tính chính xác cao là PGM-11 Redstone, loại tầm ngắn.

## Các loại hệ thống điều khiển
Hệ thống điều khiển tên lửa được chia thành nhiều loại khác nhau, tùy theo việc chúng được thiết kế để tấn công mục tiêu cố định hay mục tiêu di động. Các loại vũ khí này chia thành hai loại lớn: Hệ thống dẫn đường vào mục tiêu (GOT) và Xác định vị trí trong không gian (GOLIS). Tên lửa GOT có khả năng nhắm mục tiêu đang di chuyển hoặc cố định, trong khi loại GOLIS thì bị giới hạn ở mục tiêu đứng yên hoặc gần mục tiêu đứng yên. Quỹ đạo mà tên lửa thực hiện khi tấn công mục tiêu đang di chuyển phụ thuộc vào chuyển động của mục tiêu. Một mục tiêu đang di chuyển có thể là mối đe dọa ngay lập tức đối với bệ phóng tên lửa. Mục tiêu phải được tiêu diệt kịp thời để bảo toàn bệ phóng. Trong hệ thống GOLIS, vấn đề này đơn giản hơn nhiều bởi mục tiêu không di chuyển.

## Phân loại
Tên lửa có điều khiển được phân loại theo hệ thống điều khiển:
- Điều khiển theo chương trình hay tự lập: dẫn đường quán tính, dẫn đường thiên văn, dẫn đường theo từ trường của Trái Đất...
- Điều khiển từ xa: bằng dây dẫn, cánh sóng hẹp, lệnh vô tuyến hoặc tia
- Tự dẫn, còn gọi là phóng và quên, được chia ra làm ba loại tùy theo nơi đặt nguồn phát năng lượng sơ cấp để dẫn tên lửa: chủ động, bán chủ động và thụ động
- Kết hợp các loại nói trên, chẳng hạn đoạn đầu và giữa quỹ đạo thì điều khiển theo chương trình hoặc từ xa, đoạn cuối điều khiển tự dẫn